# Дукельський Семен Семенович
Семен Семенович Дукельский (1 (13) серпня 1892, Єлисаветград, Херсонська губернія, Російська імперія — 30 жовтня 1960, Москва, РРФСР) — радянський державний діяч, нарком морського флоту СРСР (1939—1942). Депутат Верховної Ради Російської РФСР 1-го скликання (обирався від Башкирської АРСР, Чишмінський округ). Член Центральної Ревізійної Комісії ВКП(б) у 1939—1952 роках.

## Життєпис
Семен Дукельський народився в родині чиновника. Отримав початкову освіту. У 1906—1908 роках працював наладчиком приватних друкарень в Єлисаветграді. З 1908 року працював піаністом у кінотеатрах Єлисаветграда, Києва, Бобринська, Радомисля, Олександрії і Петербурга.
У 1915 році під час Першої світової війни був призваний до лав Російської імператорської армії, де служив рядовим музичної команди.
Після Лютневої революції 1917 року Семен Дукельський вступив до складу РСДРП (б), проводив революційну агітацію у військових частинах. У 1918 році — помічник начальника постачання Фінської червоної гвардії. У 1918—1919 роках — інспектор, начальник канцелярії військового відділу видавництва ВЦВК. У 1919—1920 рр. — начальник загального відділу наркомату військових справ Російської СФРР; представник уповноваженого Ради оборони України.

### У ВЧК-ОГПУ
У 1919 році обіймав посаду секретаря Центрального управління особливих відділів Південного і Південно-Західного фронтів. Управління розташовувалося в Харкові, начальником управління був Юхим Євдокимов.
У 1920 році секретар; потім заступник начальника і начальник секретно-політичного відділу — начальник відділу по боротьбі з бандитизмом Південного фронту. Брав участь в організації в Криму червоного терору
У 1921—1922 роках — голова Одеської губчека. Займався в тому числі і дезінформаційною роботою за кордоном. Згідно зі свідченнями агента ГПУ Павловського (Якшина), через Дукельского проходили статті, матеріали та документи, виготовлені Москвою і Харковом, які потім ромзіщалися в закордонній пресі через резидентів у Константинополі Віленського і Міхельсона. Серед них були і сфабриковані документи «Комітету порятунку Батьківщини» .
У 1922—1924 роках Семен Дукельський працював начальником транспортного управління ОГПУ. У 1924—1925 рр. — начальник Житомирського губернського відділу ОГПУ. У 1925—1926 рр. — начальник Катеринославського окружного відділу ГПУ України.

### На господарській роботі
У 1926—1927 роках — директор тресту харчової промисловості в Одесі. У 1927—1928 рр. — директор фабрики «Жовтень» у Харкові. У 1928—1930 рр. — кандидат у члени правління, а потім член правління тресту «Донвугілля» (Харків). У 1930 році — голова правління тресту «Об'єднання державних електростанцій Донбасу „Донбасструм“».

### В ОГПУ-НКВД
У 1930—1931 роках Семен Дукельський обіймав посаду заступника повноважного представника ОГПУ в Центрально-Чорноземної області (Воронеж). 5 листопада 1930 року він підписав ордера на обшук і арешт воронезьких краєзнавців С. Н. Введенського, А. М. Путинцева, В. В. Литвинова, Т. М. Олейникова, А. Н. Аверіна, Н. М. Беззубцева, Г. А. Замятіна і М. Н. Крашенинникова, які нібито «організованими діями підготовляли повалення Радянської влади».
У 1931—1932 рр. — заступник повноважного представника ОГПУ в Білоруській РСР.
У 1932—1934 роках — повноважний представник ОГПУ в Центрально-Чорноземній області. У 1934—1937 рр. — начальник Воронезького обласного УНКВД. Особисто курирував Осипа Мандельштама, який перебував на засланні у Воронежі. Влітку 1937 році потрапив в автокатастрофу, отримав каліцтва, тривалий час лікувався.
У 1937—1938 роках працював співробітником для особливих доручень при народному комісарові внутрішніх справ СРСР.

### Подальша кар'єра
На початку 1938 року Семен Дукельський був призначений головою Комітету у справах кінематографії при РНК СРСР (після того, як був заарештований Борис Шумяцкий). Найбільшим нововведенням перед війною стала постанова Раднаркому, проведена Дукельським, що передбачала заміну існуючої системи процентних відрахувань від прокату фільмів, одержуваних творчими працівниками (сценаристами, режисерами, операторами, художниками, композиторами), виплатою твердих ставок. Матеріальна винагорода перестала залежати від кількості глядачів, від доходів кінотеатрів .
У 1939—1942 роках Семен Дукельський обіймав посаду народного комісара морського флоту СРСР. У 1942—1943 рр. — уповноважений ДКО з виробництва боєприпасів на заводах наркоматів боєприпасів і мінометного озброєння СРСР у Челябінській області. У 1943—1948 роках — заступник наркома (з березня 1946 року — міністра) юстиції Російської РФСР . Член Центральної Ревізійної Комісії ЦК ВКП (б) в 1939—1952 рр.
За твердженням А.Кодінцева, був направлений в органи юстиції для посилення партійного контролю. Займаючи посаду заступника наркома, написав сотні доносів до різних органів влади, в тому числі Сталіну з надуманими звинуваченнями працівників юстиції СРСР і РРФСР в шпигунстві і шкідництві. Був одним з ініціаторів масових чисток органів юстиції в 1948—1952 роках. У зв'язку з посиленням параної поміщений до лікарні. Продовжував писати доноси на лікарів, які нібито планували убити його за завданням американської розвідки. .
З лютого 1948 року — персональний пенсіонер союзного значення.
Семен Дукельський помер 1960 року. Похований на Ваганьковському кладовищі.

## Нагороди
- орден Леніна (10.03.1939)
- орден Червоного Прапора (Прік. РВС № 148 від 30.06.1922);
- Знак «Почесний працівник ВЧК-ГПУ (V)» № 141;
- Знак «Почесний працівник ВЧК-ГПУ (XV)» 20.12.1932;

## Праці
- ЧК-ГПУ. Частина перша. [Архівовано 10 грудня 2019 у Wayback Machine.] Державне видавництво України. 1923.